# Погреби (Золотоніський район)
Погреби́ — село в Україні, у Золотоніському районі Черкаської області. Входить до складу Шрамківської сільської громади. Розташоване на лівому березі річки Чумгак за 17 км на північний схід від селища Драбів та за 8 км від залізничної станції Мар'янівка. Населення — 1 079 чоловік (на 2006 рік).

## Історія
Перші відомості про село належать до 1738 року. Його назву виводять від слова «погріб», але існує три версії щодо того, як воно перейшло у назву села:
- за першою — пастух Лисенко викопав на пасовищі погреб (землянку), де й оселився;
- за другою — від землянок-погребів, у яких перші жителі ховалися при нападі татар;
- за третьою — погребів для зберігання продуктів в зимовий період, які майстерно будували жителі цього села[3].

У 1700 році значний товариш Лубенського полку, багатий козак Кахно Федір скупив за безцінок у селян та рядових (бідних) козаків, внуків чи синів перших поселенців їх «отчизні» або «дідизні» ґрунти, хуторці Сухої (Гнилої) Оржиці, Чумгак і в 1720 року «за военные услуги» отримав на них від гетьмана універсал і став власником цих земель.
Федір Кахно заповів свої землі, Погреби з людьми, які там оселились, своєму сину Івану у спадщину. Іван Кахно збираючись в похід воєнний у 1735 році поселення Погреби, землі, інше добро передав під опіку своїй мачусі Марії Самусовій Кохнівній. У своїй відписній зазначив: «Року 1735 сентября 5, я Іван Кахно, знатний полку Лубенського товариш, ведомочиню сим моїм писаним отомведать потрібно будет иж я по указу его императорского величества намереж нинче в поход военний идти, а зоставшееся имение по силе духовной отца мого Федора Кахна оставляю в опеку пани мачете сваєй Марии Самусеевне до повороту мого из помянутого походу». Іван Кахно з походу не повернувся і Марія Самусова ґрунт Погребів, поля, ліси, сіножаті передала своїм зятям Данилу Прохоровичу, Федору Харченку, Данилу Копистянському та Георгію Тимковському.
Ці зяті Кохна у 1738 році ґрунт Погребів і сусідні землі продали князю Микиті Ігоровичу Трубецькому. Микита Ігорович Трубецький куплену землю почав заселяти. Селяни Погребів, піддані князя Трубецького, займались хліборобством на панській землі, ходили на панщину.
1767 році в Погребах було населення 720 осіб. 1780 році князь Трубецький продав Погреби і землі дворянину Петру Волковському, останній продав маєток Погреби і людей поміщику Івану Павловичу Томарі. Дворів у селі було 130, у користуванні селян було 640 десятин землі, у поміщика 1330 десятин. Поміщик Іван Томара склав уставну грамоту і за цією грамотою 6 квітня 1865 року відпустив «на волю» ревізьскі чоловічі статі; наділивши їх садибами та ділянками польової землі 760 десятин. Рибну ловлю, очерет у ставку поміщик залишив як власник виключно за собою.
Селище було приписано до храму святих апостолів Петра і Павла у Мойсівці.
Погреби є на мапі 1826-1840 років.
Селяни Погребів за великий викуп, який перевищував продажну ціну на землю у 3  рази, одержали присадибні ділянки, за які мали сплатити поміщику оброк (гроші). Уставну грамоту за усіх неписьменних селян підписали Сава Коршак, Іван Гнучий.
Селяни Погребів перейшли з кріпаків на оброк, змушені були виплачувати державі 1750 карбованців 34 копійки щорічно за наданий кредит.
У 1889 році у селі Погреби було 210 селянських господарств, населення становило 1195 осіб. Ріллі селян 790 десятин, поміщик Вільховський мав 1220 десятин. Серед 1195 осіб населення письменних було лише 35, з них серед 580 жінок — жодної. Селяни збудували на свої кошти в 1890 році земську школу в якій навчалося 34 хлопчики і 4 дівчинки.
З розвитком капіталізму ще більше відбувається соціальне розшарування селян. У 1900 році на 250 господарств, з населенням 1560 осіб припадало 1219 десятин орної землі. Лише садиби мало 7 господарств, безземельних було 157 господарств, 61 господарство немало ні худоби, ні коней. Частина селян ходили на заробітки в міста, або у Таврію. З ремісників жило 3 тесляри, 3 шевці, 3 ткачі, 1 коваль і 1 кравець. В цей час у громадсько — земській школі 1 учитель навчав 58 хлопчаків і 9 дівчаток.
У 1910 році в селі було 240 господарств, з населенням 1516 осіб.
У січні 1918 року у селі почалась перша радянська окупація, а у квітні того ж року село звільнили німецькі війська. В кінці грудня 1918 року село було знову окуповане більшовиками.
На початку серпня 1919 року село окупували денікінці. Наприкінці 1919 року більшовики знову і надовго окупували село.
У 1925 році було створено сільську раду. Її головою став Чечіль Панас Лукич.
Наприкінці 20-х років комуністичні окупанти розпочали примусову колективізацію та створили три колгоспи: імені Дімітрова, імені Горького та імені Шевченка.
Починаючи з 1932 року в селі Погреби було створено семирічну школу.
Голодомор 1932—1933 років, навмисно організований радянською (російською) владою, не оминув і забрав багато жителів села Погреби. За розповідями очевидців, людські тіла лежали прямо посеред села, їх збирали на вози та вивозили на цвинтар, який був розташований поряд с теперішнім. Пізніше цвинтар був переораний за вказівкою радянського керівництва, для того щоб приховати геноцид українців. За розповідями місцевих, під час голодомору в селі загинуло від 200 до 400 мешканців.
Тим не менш 244 жителі села воювали на фронтах Радянсько-німецької війни, з них 184 нагороджені орденами й медалями Союзу РСР. На честь 120 односельців, які загинули в боях з гітлерівцями, споруджено обеліск Слави.
Вже в 1950 році колгосп по урожайності почав випереджати рівень 40-го року. В цей же рік відбулося об'єднання чотирьох колгоспів села Погребів і колгоспу хутора Гай, в один колгосп «Дружба». 1952 році почалась електрифікація села. На початку 50-х років колгосп прославився на Драбівщині збиранням хліба. На чолі села стояв Богославець Микола Федорович.
У 1954—1955 роках було реконструйовано школу із семирічки в десятирічку.
В 60-ті роки в селі було побудовано капітальні приміщення тракторної бригади, авто гаража, ферми. В 1962 році побудовано приміщення клубу і бібліотеки.
В 1970 році побудовано приміщення ФАПу і сільської ради. В 1972 році почалася асфальтизація села.
Станом на 1972 рік в селі мешкало 1 453 осіб, на території села була розміщена центральна садиба колгоспу «Дружба», за яким було закріплсно 2,6 тисяч га землі, у тому числі орної — 2,4 тисяч га. Напрям господарства був зерново-буряковий з розвинутим м'ясо-молочним тваринництвом. Допоміжні підприємства: цегельний завод, механічна майстерня, пожежне депо. На той час працювали середня школа, де навчався 281 учень, будинок культури на 360 місць, 2 бібліотеки з книжковим фондом 17 тисяч примірників, фельдшерсько-акушерський пункт, побутовий комбінат, ощадна каса, філія зв'язку, 3 магазини.
В 1976 році було об'єднано в єдиний радгосп село Мойсівка, Свічковка і Погреби. 
В 1979 році запрацював консервний завод. 
В 1980 році — село Свічковка від'єдналася, а в 1986 році роз'єдналися Мойсівка і Погреби.
В 1990 році було відкрите нове приміщення середньої школи.
Наприкінці 1990х — початку 2000х поступово розпалися та були розкрадені усі три колгоспи.